# Секунде до катастрофе
Секунде до катастрофе (енгл. Seconds From Disaster) је документарни телевизијски серијал који се емитовао од 6. јула 2004. до 7. марта 2007. на каналу Национална географија. У серијалу се истражују најпознатије трагедије изазване људском грешком, али и природне катастрофе. Свака епизода приказује једну катастрофу, анализирајући њене узроке и околности које су довеле до саме катастрофе.
На почетку емисије сваким новим догађајем прикаже се сат. У уводу наратор каже: „Катастрофе се не догађају тек тако, оне су ланац критичних догађаја. Помоћу напредних рачунарских симулација одбројите с нама последње секунде до катастрофе." Када се истрага у епизоди заврши, сат је замењен одбројавањем до нуле.
Епизода серије садржи историјске чињенице, изјаве, сведочења и рачунарску симулацију догађаја, хронолошки поређане секунду-по-секунду до катастрофе.
Серијал Секунде до катастрофе састоји се од 4 сезоне с више од 50 епизода. Због успеха серијала, започела је нова слична документарна емисија, звана Критична ситуација (Situation Critical).
У 2010. емисија се поновно почела емитовати, само што је већим делом промењена и скраћена на 30 минута.

## Епизоде

### 1. сезона (2004)
| #  | Датум приказивања | Наслов | Катастрофа | Датум катастрофе | Природа катастрофе | |
| -- | --- | --- | --- | --- | --- | --- |
| 1  | 6. јул | "Crash of the Concorde" (Concorde) | Ер Франс лет 4590 | 25. јул 2000. | пуцање гуме, цурење горива, пожар на крилу | |
| 1  | Док суперсонични авион Конкорд на лету Ер Франс 4590 полеће са аердорома Шарл де Гол, у авиону избија пожар и он пада на хотел у Гонесу, при чему је погинуло свих 109 путника и чланова посаде у авиону и четворо лица у хотелу. | | | | | |
| 2  | 13. јул | "Tunnel Inferno" | Пожар у тунелу Мон Блан | 24. март 1999. | Шлепер захвата пожар, нејасан првобитни узрок. | |
| 2  | Шлепер који је превозио маргарин захвата пожар у тунелу Мон Блан, који повезује Италију и Француску испод Мон Блана. Погинуло је 39 лица.                                                                                         | | | | | |
| 3  | 20. јул | "The Bomb in Oklahoma City" (Oklahoma City) | Бомбашки напад у Оклахома Ситију | 19. април 1995. | Камион-бомба | |
| 3  | Зграда Алфред П. Мара после напада | Као чин освете влади САД, Тимоти Маквеј паркира камион-бомбу испред зграде Алфред П. Мара у Оклахома Ситију. Неколико минута касније, бомба уништава зграду при чему је погинуло 168 лица.                                     | Као чин освете влади САД, Тимоти Маквеј паркира камион-бомбу испред зграде Алфред П. Мара у Оклахома Ситију. Неколико минута касније, бомба уништава зграду при чему је погинуло 168 лица.                                     | Као чин освете влади САД, Тимоти Маквеј паркира камион-бомбу испред зграде Алфред П. Мара у Оклахома Ситију. Неколико минута касније, бомба уништава зграду при чему је погинуло 168 лица.                                     | Као чин освете влади САД, Тимоти Маквеј паркира камион-бомбу испред зграде Алфред П. Мара у Оклахома Ситију. Неколико минута касније, бомба уништава зграду при чему је погинуло 168 лица.                                     | Као чин освете влади САД, Тимоти Маквеј паркира камион-бомбу испред зграде Алфред П. Мара у Оклахома Ситију. Неколико минута касније, бомба уништава зграду при чему је погинуло 168 лица.                                     |
| 4  | 27. јул | "Fire on the Star" (Fire on board the Star) | Пожар на броду M/S Скандинејвијан стар | 7. април 1990. | Подметање пожара, збуњујући дизајн брода, необучена посуда и језичка баријера | |
| 4  | Паликућа подмеће пожар на палуби број 3 брода Скандинејвијан Стар. Од дима се угушило 158 лица. | | | | | |
| 5  | 3. август | "Derailment at Eschede" (High Speed Train Crash) | Железничка несрећа код Ешедеа | 3. јун 1998. | Замор материјала | |
| 5  | Железничка несрећа код Ешедеа | Точак Интерсити експреса (ICE) No. 884 'Вилхелм Кондрад Рендген' отпада током путовања у Ешедеу. Воз искаче из шина и удара у мост, при чему је погинуо 101 путник, а повређено 105.                                           | Точак Интерсити експреса (ICE) No. 884 'Вилхелм Кондрад Рендген' отпада током путовања у Ешедеу. Воз искаче из шина и удара у мост, при чему је погинуо 101 путник, а повређено 105.                                           | Точак Интерсити експреса (ICE) No. 884 'Вилхелм Кондрад Рендген' отпада током путовања у Ешедеу. Воз искаче из шина и удара у мост, при чему је погинуо 101 путник, а повређено 105.                                           | Точак Интерсити експреса (ICE) No. 884 'Вилхелм Кондрад Рендген' отпада током путовања у Ешедеу. Воз искаче из шина и удара у мост, при чему је погинуо 101 путник, а повређено 105.                                           | Точак Интерсити експреса (ICE) No. 884 'Вилхелм Кондрад Рендген' отпада током путовања у Ешедеу. Воз искаче из шина и удара у мост, при чему је погинуо 101 путник, а повређено 105.                                           |
| 6  | 10. август | "Wreck of the Sunset Limited" | Железничка несрећа код Биг Бајо Каноа | 22. септембар 1993. | Судар барже са мостом у магли, искривљене шине | |
| 6  | Железничка несрећа код Биг Бајо Каноа | Након што једна од баржи удара подножје моста код Биг Бако Каноа, Сансет лимитед (Амтраков воз) искаче из шина док прелази моста, што изазова његово рушење и смрт 47 особа.                                                   | Након што једна од баржи удара подножје моста код Биг Бако Каноа, Сансет лимитед (Амтраков воз) искаче из шина док прелази моста, што изазова његово рушење и смрт 47 особа.                                                   | Након што једна од баржи удара подножје моста код Биг Бако Каноа, Сансет лимитед (Амтраков воз) искаче из шина док прелази моста, што изазова његово рушење и смрт 47 особа.                                                   | Након што једна од баржи удара подножје моста код Биг Бако Каноа, Сансет лимитед (Амтраков воз) искаче из шина док прелази моста, што изазова његово рушење и смрт 47 особа.                                                   | Након што једна од баржи удара подножје моста код Биг Бако Каноа, Сансет лимитед (Амтраков воз) искаче из шина док прелази моста, што изазова његово рушење и смрт 47 особа.                                                   |
| 7  | 17. август | "Meltdown in Chernobyl" | Чернобиљска катастрофа | 26. април 1986. | Грешке у пројектовању реактора, лоше управљање | |
| 7  | Четврти реактор НЕ Чернобиљ 2011. године | Од експлозије у нуклеарној електрани Чернобиљ погинуло је 56 лица, док је здравље на хиљаде људи и даље угрожено. | Од експлозије у нуклеарној електрани Чернобиљ погинуло је 56 лица, док је здравље на хиљаде људи и даље угрожено. | Од експлозије у нуклеарној електрани Чернобиљ погинуло је 56 лица, док је здравље на хиљаде људи и даље угрожено. | Од експлозије у нуклеарној електрани Чернобиљ погинуло је 56 лица, док је здравље на хиљаде људи и даље угрожено. | Од експлозије у нуклеарној електрани Чернобиљ погинуло је 56 лица, док је здравље на хиљаде људи и даље угрожено. |
| 8  | 24. август | "Inferno in Guadalajara" (Inferno at Guadalajara) | Експлозије у Гвадалахари | 22. април 1992. | Галванска корозија, цурење бензина у канализацију | |
| 8  | Неколико дана након што су становници Гвадалахаре пожалили на непријатан мирис, од експлозија бензинских пара у канализацији умрло је 206 лица.                                                                                   | | | | | |
| 9  | 31. август | "Fire on the Ski Slope" | Капрунска несрећа | 11. новембар 2000. | Хидраулично уље је исцурело на грејач и изазвало пожар | |
| 9  | Успињача у Капруну неколико недеља пре несреће | Успињачу захвата пожар док пролази кроз тунел у зимовалишту Капрун, при чему је погинуло 155 путника. Преживело је 12 лица. | Успињачу захвата пожар док пролази кроз тунел у зимовалишту Капрун, при чему је погинуло 155 путника. Преживело је 12 лица. | Успињачу захвата пожар док пролази кроз тунел у зимовалишту Капрун, при чему је погинуло 155 путника. Преживело је 12 лица. | Успињачу захвата пожар док пролази кроз тунел у зимовалишту Капрун, при чему је погинуло 155 путника. Преживело је 12 лица. | Успињачу захвата пожар док пролази кроз тунел у зимовалишту Капрун, при чему је погинуло 155 путника. Преживело је 12 лица. |
| 10 | 5. октобар | "Explosion in the North Sea" | Пожар на платформи Пајпер Алфа | 6. јул 1988. | Експлозија ТНГ, напрсли цевоводи, људска грешка | |
| 10 | Низ експлозија и пожара на Пајпер алфи, нафтној платформи у Северном мору 176 km од обале Шкотске која је била прерађена за вађење природног гаса, резултују смрћу 167 особа и рушењем платформе.                                 | | | | | |
| 11 | 12. октобар | "Flood at Stava Dam" (Flood at Stava) | Рушење насипа Става | 19. јул 1985. | Лоше одржавање и управљање, презасићење горње насипа водом. | |
| 11 | Два насипа изнад села Става у северној Италији се руше, што изазива бујицу блата дуж долине реке Става и смрт 268 сељана. | | | | | |
| 12 | 19. октобар | "Collision on the Runway" | Авионска несрећа на Тенерифама | 27. март 1977. | пилотска грешка, пилот покушава да узлети при смањеној видљивости, а да да претходно није проверио да ли је писта слободна. | |
| 12 | Симулација судара | KLM-ов Боинг 747 удара у Пан амов Боинг 747, изазваши експлозију оба на писти аеродрома Лос Родеос на Канарским острвима, при чему гину 583 путника.                                                                           | KLM-ов Боинг 747 удара у Пан амов Боинг 747, изазваши експлозију оба на писти аеродрома Лос Родеос на Канарским острвима, при чему гину 583 путника.                                                                           | KLM-ов Боинг 747 удара у Пан амов Боинг 747, изазваши експлозију оба на писти аеродрома Лос Родеос на Канарским острвима, при чему гину 583 путника.                                                                           | KLM-ов Боинг 747 удара у Пан амов Боинг 747, изазваши експлозију оба на писти аеродрома Лос Родеос на Канарским острвима, при чему гину 583 путника.                                                                           | KLM-ов Боинг 747 удара у Пан амов Боинг 747, изазваши експлозију оба на писти аеродрома Лос Родеос на Канарским острвима, при чему гину 583 путника.                                                                           |
| 13 | 26. октобар | "Pentagon 9/11" (Pentagon 9-11) (Pentagon Plane Crash) | Америкен ерлајнс лет 77 | 11. септембар 2001. | Отмица авиона, самоубилачки напад | |
| 13 | Пентагон неколико минута након удара | Док Светски трговински центар у Њујорку гори пошто су у њега ударила два отета авиона, још један отети Боинг 757-200 је намерно усмерен на Пентагон у Вашингтону, при чему су погинула сва 64 путника у авиону и 124 на земљи. | Док Светски трговински центар у Њујорку гори пошто су у њега ударила два отета авиона, још један отети Боинг 757-200 је намерно усмерен на Пентагон у Вашингтону, при чему су погинула сва 64 путника у авиону и 124 на земљи. | Док Светски трговински центар у Њујорку гори пошто су у њега ударила два отета авиона, још један отети Боинг 757-200 је намерно усмерен на Пентагон у Вашингтону, при чему су погинула сва 64 путника у авиону и 124 на земљи. | Док Светски трговински центар у Њујорку гори пошто су у њега ударила два отета авиона, још један отети Боинг 757-200 је намерно усмерен на Пентагон у Вашингтону, при чему су погинула сва 64 путника у авиону и 124 на земљи. | Док Светски трговински центар у Њујорку гори пошто су у њега ударила два отета авиона, још један отети Боинг 757-200 је намерно усмерен на Пентагон у Вашингтону, при чему су погинула сва 64 путника у авиону и 124 на земљи. |

### 2. сезона (2005—2006)
| #  | Датум приказивања | Наслов | Катастрофа | Датум катастрофе | Природа катастрофе | |
| -- | --- | --- | --- | --- | --- | --- |
| 1  | 28. јун | "Space Shuttle Columbia" (Columbia's Last Flight) | Катастрофа спејс-шатла Колумбија | 1. фебруар 2003. | Рупа у плочама за заштиту од топлоте у левом крилу изазвана комадићем изолационе пене са спољашњег резервоара | |
| 1  | Последње полетање Колумбије | Док спејс-шатл Колумбија полеће из свемирског центра Кенеди у 16-дневну мисију, комад изолационе пене се одваја од спољашњег резервоара и оштећује лево крило шатла. Док приликом повратака улази у Земљину атмосферу, шатл се распада, при чему гине свих седам астронаута. | Док спејс-шатл Колумбија полеће из свемирског центра Кенеди у 16-дневну мисију, комад изолационе пене се одваја од спољашњег резервоара и оштећује лево крило шатла. Док приликом повратака улази у Земљину атмосферу, шатл се распада, при чему гине свих седам астронаута. | Док спејс-шатл Колумбија полеће из свемирског центра Кенеди у 16-дневну мисију, комад изолационе пене се одваја од спољашњег резервоара и оштећује лево крило шатла. Док приликом повратака улази у Земљину атмосферу, шатл се распада, при чему гине свих седам астронаута. | Док спејс-шатл Колумбија полеће из свемирског центра Кенеди у 16-дневну мисију, комад изолационе пене се одваја од спољашњег резервоара и оштећује лево крило шатла. Док приликом повратака улази у Земљину атмосферу, шатл се распада, при чему гине свих седам астронаута. | Док спејс-шатл Колумбија полеће из свемирског центра Кенеди у 16-дневну мисију, комад изолационе пене се одваја од спољашњег резервоара и оштећује лево крило шатла. Док приликом повратака улази у Земљину атмосферу, шатл се распада, при чему гине свих седам астронаута. |
| 2  | 5. јул | "Alpine Tsunami" | Лавина у Галтуру | 23. фебруар 1999. | Снежна лавина | |
| 2  | Амерички војници евакуишу туристе из Галтура | У аустријском алпском селу Галтур, снег се нагомилава на планинама које окружују село. Због темепратурних промена током тог месеца, формира се јак, али крхки слој леда испод снега. На дан катастрофе, ледени слој пуца и нагомилани снег се обрушава и ствара лавину. Два минута касније, лавина погађа Галтур и затрпава 57 особа у снегу, при чему гине 31 особа. | У аустријском алпском селу Галтур, снег се нагомилава на планинама које окружују село. Због темепратурних промена током тог месеца, формира се јак, али крхки слој леда испод снега. На дан катастрофе, ледени слој пуца и нагомилани снег се обрушава и ствара лавину. Два минута касније, лавина погађа Галтур и затрпава 57 особа у снегу, при чему гине 31 особа. | У аустријском алпском селу Галтур, снег се нагомилава на планинама које окружују село. Због темепратурних промена током тог месеца, формира се јак, али крхки слој леда испод снега. На дан катастрофе, ледени слој пуца и нагомилани снег се обрушава и ствара лавину. Два минута касније, лавина погађа Галтур и затрпава 57 особа у снегу, при чему гине 31 особа. | У аустријском алпском селу Галтур, снег се нагомилава на планинама које окружују село. Због темепратурних промена током тог месеца, формира се јак, али крхки слој леда испод снега. На дан катастрофе, ледени слој пуца и нагомилани снег се обрушава и ствара лавину. Два минута касније, лавина погађа Галтур и затрпава 57 особа у снегу, при чему гине 31 особа. | У аустријском алпском селу Галтур, снег се нагомилава на планинама које окружују село. Због темепратурних промена током тог месеца, формира се јак, али крхки слој леда испод снега. На дан катастрофе, ледени слој пуца и нагомилани снег се обрушава и ствара лавину. Два минута касније, лавина погађа Галтур и затрпава 57 особа у снегу, при чему гине 31 особа. |
| 3  | 12. јул | "Motorway Plane Crash" (Freeway Plane Crash) | Бритиш мидланд лет 092 | 8. јануар 1989. | Квар на лопатици усисника, лоша обука пилота у ванредним ситуацијама, пилотска грешка, гашење погрешног мотора | |
| 3  | Место несреће 17 година касније | Бритиш мидланд лет 092, два месеца стар Боинг 737-400, узлеће са аеродрома Хитроу у Лондону на лету за Белфаст. У току лета леви мотор трпи квар на лопатици усисника. Промене у дизајну система за увођење ваздуха у кабини и перформансе мотора наводе пилоте да искључе погрешан мотор и да се припреме за принудно слетање на аеродрому Ист Мидландс, који је одмах до аутопута М1 код Кегворта. На прилазу аеродрому оштећени леви мотор се квари у потпуности и захвата га пожар. Посада покушава да једри авионом до писте, али се одбија од аутопута и пада у ров поред пута, при чему гине 47 особа.      | Бритиш мидланд лет 092, два месеца стар Боинг 737-400, узлеће са аеродрома Хитроу у Лондону на лету за Белфаст. У току лета леви мотор трпи квар на лопатици усисника. Промене у дизајну система за увођење ваздуха у кабини и перформансе мотора наводе пилоте да искључе погрешан мотор и да се припреме за принудно слетање на аеродрому Ист Мидландс, који је одмах до аутопута М1 код Кегворта. На прилазу аеродрому оштећени леви мотор се квари у потпуности и захвата га пожар. Посада покушава да једри авионом до писте, али се одбија од аутопута и пада у ров поред пута, при чему гине 47 особа.      | Бритиш мидланд лет 092, два месеца стар Боинг 737-400, узлеће са аеродрома Хитроу у Лондону на лету за Белфаст. У току лета леви мотор трпи квар на лопатици усисника. Промене у дизајну система за увођење ваздуха у кабини и перформансе мотора наводе пилоте да искључе погрешан мотор и да се припреме за принудно слетање на аеродрому Ист Мидландс, који је одмах до аутопута М1 код Кегворта. На прилазу аеродрому оштећени леви мотор се квари у потпуности и захвата га пожар. Посада покушава да једри авионом до писте, али се одбија од аутопута и пада у ров поред пута, при чему гине 47 особа.      | Бритиш мидланд лет 092, два месеца стар Боинг 737-400, узлеће са аеродрома Хитроу у Лондону на лету за Белфаст. У току лета леви мотор трпи квар на лопатици усисника. Промене у дизајну система за увођење ваздуха у кабини и перформансе мотора наводе пилоте да искључе погрешан мотор и да се припреме за принудно слетање на аеродрому Ист Мидландс, који је одмах до аутопута М1 код Кегворта. На прилазу аеродрому оштећени леви мотор се квари у потпуности и захвата га пожар. Посада покушава да једри авионом до писте, али се одбија од аутопута и пада у ров поред пута, при чему гине 47 особа.      | Бритиш мидланд лет 092, два месеца стар Боинг 737-400, узлеће са аеродрома Хитроу у Лондону на лету за Белфаст. У току лета леви мотор трпи квар на лопатици усисника. Промене у дизајну система за увођење ваздуха у кабини и перформансе мотора наводе пилоте да искључе погрешан мотор и да се припреме за принудно слетање на аеродрому Ист Мидландс, који је одмах до аутопута М1 код Кегворта. На прилазу аеродрому оштећени леви мотор се квари у потпуности и захвата га пожар. Посада покушава да једри авионом до писте, али се одбија од аутопута и пада у ров поред пута, при чему гине 47 особа.      |
| 4  | 26. јул | "Mount St. Helens Eruption" | Ерупција вулкана Сент Хеленс | 18. мај 1980. | Бујица лаве коју су изазвали земљотрес, вулканска ерупција, лахари, одрони | |
| 4  | Ерупција Сент Хеленса 15. маја 1980. | Вулкан Сент Хеленс у удаљеном делу државе Вашингтон еруптира први пут за 123 године. Северна страна купе се одрања након малог подрхтавања. То изазива одрон који уклања врх вулкана и изазива ерупцију. Ерупција вулкана Сент Хеленс убија 57 особа. | Вулкан Сент Хеленс у удаљеном делу државе Вашингтон еруптира први пут за 123 године. Северна страна купе се одрања након малог подрхтавања. То изазива одрон који уклања врх вулкана и изазива ерупцију. Ерупција вулкана Сент Хеленс убија 57 особа. | Вулкан Сент Хеленс у удаљеном делу државе Вашингтон еруптира први пут за 123 године. Северна страна купе се одрања након малог подрхтавања. То изазива одрон који уклања врх вулкана и изазива ерупцију. Ерупција вулкана Сент Хеленс убија 57 особа. | Вулкан Сент Хеленс у удаљеном делу државе Вашингтон еруптира први пут за 123 године. Северна страна купе се одрања након малог подрхтавања. То изазива одрон који уклања врх вулкана и изазива ерупцију. Ерупција вулкана Сент Хеленс убија 57 особа. | Вулкан Сент Хеленс у удаљеном делу државе Вашингтон еруптира први пут за 123 године. Северна страна купе се одрања након малог подрхтавања. То изазива одрон који уклања врх вулкана и изазива ерупцију. Ерупција вулкана Сент Хеленс убија 57 особа. |
| 5  | 16. август | "Zeebrugge Ferry Disaster" (Capsized in the North Sea) | MS Хералд оф Фри Ентерпрајз | 6. март 1987. | Грешка посаде | |
| 5  | MS Хералд оф Фри Ентерпрајз 1984. године | Британски трајект MS Хералд оф Фри Ентерпрајз испловљава из луке Зебриж у Белгији. Посада је оставила отворена врата леве стране прамца и вода улази на палубу за аутомобиле. Због велике количине воде која је ушла, трајект тоне и гину 193 особе. | Британски трајект MS Хералд оф Фри Ентерпрајз испловљава из луке Зебриж у Белгији. Посада је оставила отворена врата леве стране прамца и вода улази на палубу за аутомобиле. Због велике количине воде која је ушла, трајект тоне и гину 193 особе. | Британски трајект MS Хералд оф Фри Ентерпрајз испловљава из луке Зебриж у Белгији. Посада је оставила отворена врата леве стране прамца и вода улази на палубу за аутомобиле. Због велике количине воде која је ушла, трајект тоне и гину 193 особе. | Британски трајект MS Хералд оф Фри Ентерпрајз испловљава из луке Зебриж у Белгији. Посада је оставила отворена врата леве стране прамца и вода улази на палубу за аутомобиле. Због велике количине воде која је ушла, трајект тоне и гину 193 особе. | Британски трајект MS Хералд оф Фри Ентерпрајз испловљава из луке Зебриж у Белгији. Посада је оставила отворена врата леве стране прамца и вода улази на палубу за аутомобиле. Због велике количине воде која је ушла, трајект тоне и гину 193 особе. |
| 6  | 30. август | "Kobe Earthquake" (Killer Quake) | Земљотрес у Кобеу | 17. јануар 1995. | Земљотрес, лош дизајн и конструкција зграда и саобраћајница | |
| 6  | Улица у Кобеу после земљотреса | Јапански град Кобе је погодио велики земљотрес који је уништио већину зграда у граду. Многе традиционалне куће се руше због тешких кровова и слабих зидова. У приобалним деловима града долази до одрона земљишта. 6.434 особа је погинуло у најгорој јапанској мирнодопској несрећи до Земљотреса у Тохоку. | Јапански град Кобе је погодио велики земљотрес који је уништио већину зграда у граду. Многе традиционалне куће се руше због тешких кровова и слабих зидова. У приобалним деловима града долази до одрона земљишта. 6.434 особа је погинуло у најгорој јапанској мирнодопској несрећи до Земљотреса у Тохоку. | Јапански град Кобе је погодио велики земљотрес који је уништио већину зграда у граду. Многе традиционалне куће се руше због тешких кровова и слабих зидова. У приобалним деловима града долази до одрона земљишта. 6.434 особа је погинуло у најгорој јапанској мирнодопској несрећи до Земљотреса у Тохоку. | Јапански град Кобе је погодио велики земљотрес који је уништио већину зграда у граду. Многе традиционалне куће се руше због тешких кровова и слабих зидова. У приобалним деловима града долази до одрона земљишта. 6.434 особа је погинуло у најгорој јапанској мирнодопској несрећи до Земљотреса у Тохоку. | Јапански град Кобе је погодио велики земљотрес који је уништио већину зграда у граду. Многе традиционалне куће се руше због тешких кровова и слабих зидова. У приобалним деловима града долази до одрона земљишта. 6.434 особа је погинуло у најгорој јапанској мирнодопској несрећи до Земљотреса у Тохоку. |
| 7  | 13. септембар | "Crash Landing at Sioux City" (Crash Landing in Sioux City) | Јунајтед ерлајнс лет 232 | 19. јул 1989. | Катастрофални квар мотора, замор материјала, губитак хидраулике, неконтролисано слетање | |
| 7  | Јунајте ерлајнс лет 232, Макдонел Даглас DC-10, губи хидраулички притисак након што су се крилца мотор број 2 монтираног на репу авиона откинула и распака. Једине оперативне контроле су контроле потиска, које дозвољавају само скретање на десну страну. Пилоти покушавају да слете на писту у граду Сијукс Сити. Док се DC-10 спушта ка писти 6 пута брже од нормалне брзине слетања, окреће се надесно, што изазива његов распад на три дела и експлозију. 111 од 285 у авиону је погинуло у принудном слетању.                             | | | | | |
| 8  | 20. септембар | "The Bali Bombing" (Disco Bombing) | Бомбашки напад на Балију | 12. октобар 2002. | Бомбаш самоубица, камион-бомба и бомба активирана мобилним телефоном. | |
| 8  | Бомбаши на Балију покушавају да детонирају бомбе на три различите локације. Прво, бомбаш-самоубица активира бомбу у малом ноћном клубу преко пута Сари клуба, другог ноћног клуба. Друга бобма, авион напуњен експлозивом паркиран испред Сари клуба експлодира 15 секунди касније. 14 секунди касније, трећа даљински активирана бомба експлодира испред америчког конзулата. Укупан број жртава је 202. | | | | | |
| 9  | 27. септембар | "Hotel Collapse Singapore" (Hotel Collapse) | Несрећа у хотелу Њу ворлд | 15. март 1986. | Грађевинска грешка, лоша процена оптерећења, пад стуба | |
| 9  | Хотел Њу ворлд се руши због све већих микронапрслина у стубовима који падају. Напрслине изазива додатно оптерећење постављено на хотел. Након седам дана спасавања, 17 особа је спашено, док је погинуло 33. | | | | | |
| 10 | 18. октобар | "TWA 800" (TWA Flight 800) (The Last Flight of TWA 800) | Транс ворлд ерлајнс лет 800 | 17. јул 1996. | Експлозија централног резервора за гориво вероватно изазвана парама горива које је запалио кратки спој. | |
| 10 | Извађена олупина авиона | Транс ворлд ерлајнс лет 800 полеће из Њујорка са аеродрома Џон Ф. Кенеди за Париз са 80 минута кашњења. Након само 12 минута лета, дешавају се кратки спојеви пара горива у централном резервоару. Експлозија изазива отпадање носа авиона. Авион наставља да се распада док пада у океан, при чему ине свих 230 особа у авиону. | Транс ворлд ерлајнс лет 800 полеће из Њујорка са аеродрома Џон Ф. Кенеди за Париз са 80 минута кашњења. Након само 12 минута лета, дешавају се кратки спојеви пара горива у централном резервоару. Експлозија изазива отпадање носа авиона. Авион наставља да се распада док пада у океан, при чему ине свих 230 особа у авиону. | Транс ворлд ерлајнс лет 800 полеће из Њујорка са аеродрома Џон Ф. Кенеди за Париз са 80 минута кашњења. Након само 12 минута лета, дешавају се кратки спојеви пара горива у централном резервоару. Експлозија изазива отпадање носа авиона. Авион наставља да се распада док пада у океан, при чему ине свих 230 особа у авиону. | Транс ворлд ерлајнс лет 800 полеће из Њујорка са аеродрома Џон Ф. Кенеди за Париз са 80 минута кашњења. Након само 12 минута лета, дешавају се кратки спојеви пара горива у централном резервоару. Експлозија изазива отпадање носа авиона. Авион наставља да се распада док пада у океан, при чему ине свих 230 особа у авиону. | Транс ворлд ерлајнс лет 800 полеће из Њујорка са аеродрома Џон Ф. Кенеди за Париз са 80 минута кашњења. Након само 12 минута лета, дешавају се кратки спојеви пара горива у централном резервоару. Експлозија изазива отпадање носа авиона. Авион наставља да се распада док пада у океан, при чему ине свих 230 особа у авиону. |
| 11 | 1. новембар | "Paris Train Crash" (Runaway Train) | Железничка несрећа у станици Лион | 27. јун 1988. | Квар кочница коју је извало повлачење кочница у случају нужде једног путника и грешка посаде. | |
| 11 | Воз који саобраћа између Париза и приградских насеља је приморан да се заустави у Мелуну када је једна жена повукла кочнице у случају нужде. Посада је поново наместила кочиони систем да би воз могао да крене. Они праве низ грешака због којих воз не може да кочи и успори. Када стиже на станицу Лион, воз удара у други воз паркиран на станици, при чему гине 56 особа. | | | | | |
| 12 | 15. новембар | "The Hindenburg" (Hindenburg Airship) (Hindenburg Air Ship) | Несрећа Хинденбурга | 6. мај 1937. | цурење водоника, статички електрицитет | |
| 12 | Цепелин Хинденбург неколико секунди пошто га је захватио пожар | Цепелин LZ 129 Хинденбург се приближава станици Лејкхарст ради слетања. Електрична пражњење су изазвала нагомилавање електричних нелектрисања на површину цепелина. Џепелин прави два оштра окрета док се приближава аеродрому, нешто за шта Хинденбург није био конструисан. Уже на једном од мехова са водоником пуца и буши мех. Када су конопци за пристајање натопљени кишом дотакну тло, варница услед статичког електрицитета пали исцурели водоник. Цепелин захвата пожар и пада на земљу, при чему гине 35 од 97 особа на њему и један радник на земљи.                                                   | Цепелин LZ 129 Хинденбург се приближава станици Лејкхарст ради слетања. Електрична пражњење су изазвала нагомилавање електричних нелектрисања на површину цепелина. Џепелин прави два оштра окрета док се приближава аеродрому, нешто за шта Хинденбург није био конструисан. Уже на једном од мехова са водоником пуца и буши мех. Када су конопци за пристајање натопљени кишом дотакну тло, варница услед статичког електрицитета пали исцурели водоник. Цепелин захвата пожар и пада на земљу, при чему гине 35 од 97 особа на њему и један радник на земљи.                                                   | Цепелин LZ 129 Хинденбург се приближава станици Лејкхарст ради слетања. Електрична пражњење су изазвала нагомилавање електричних нелектрисања на површину цепелина. Џепелин прави два оштра окрета док се приближава аеродрому, нешто за шта Хинденбург није био конструисан. Уже на једном од мехова са водоником пуца и буши мех. Када су конопци за пристајање натопљени кишом дотакну тло, варница услед статичког електрицитета пали исцурели водоник. Цепелин захвата пожар и пада на земљу, при чему гине 35 од 97 особа на њему и један радник на земљи.                                                   | Цепелин LZ 129 Хинденбург се приближава станици Лејкхарст ради слетања. Електрична пражњење су изазвала нагомилавање електричних нелектрисања на површину цепелина. Џепелин прави два оштра окрета док се приближава аеродрому, нешто за шта Хинденбург није био конструисан. Уже на једном од мехова са водоником пуца и буши мех. Када су конопци за пристајање натопљени кишом дотакну тло, варница услед статичког електрицитета пали исцурели водоник. Цепелин захвата пожар и пада на земљу, при чему гине 35 од 97 особа на њему и један радник на земљи.                                                   | Цепелин LZ 129 Хинденбург се приближава станици Лејкхарст ради слетања. Електрична пражњење су изазвала нагомилавање електричних нелектрисања на површину цепелина. Џепелин прави два оштра окрета док се приближава аеродрому, нешто за шта Хинденбург није био конструисан. Уже на једном од мехова са водоником пуца и буши мех. Када су конопци за пристајање натопљени кишом дотакну тло, варница услед статичког електрицитета пали исцурели водоник. Цепелин захвата пожар и пада на земљу, при чему гине 35 од 97 особа на њему и један радник на земљи.                                                   |
| 13 | 13. децембар | "Puerto Rico Gas Explosion" | Експлозија Умберто Видал | 21. новембар 1996. | цурење пропана | |
| 13 | Зграда Хумберто Видал након експлозије | Неколико дана, непријатан мирис излази око продавнице обуће Умберто Видал у Сан Хуану. Мирис изазива цурење пропана из немапираног гасовода у закоченој улици близу продавнице. Гас није примећен због погрешних техника тражења гаса. Затим, клима уређај са лошом изолацијом се укључује, што изазива варнију која пали пропан и продавница експлодира, при чему гину 33 особе. | Неколико дана, непријатан мирис излази око продавнице обуће Умберто Видал у Сан Хуану. Мирис изазива цурење пропана из немапираног гасовода у закоченој улици близу продавнице. Гас није примећен због погрешних техника тражења гаса. Затим, клима уређај са лошом изолацијом се укључује, што изазива варнију која пали пропан и продавница експлодира, при чему гину 33 особе. | Неколико дана, непријатан мирис излази око продавнице обуће Умберто Видал у Сан Хуану. Мирис изазива цурење пропана из немапираног гасовода у закоченој улици близу продавнице. Гас није примећен због погрешних техника тражења гаса. Затим, клима уређај са лошом изолацијом се укључује, што изазива варнију која пали пропан и продавница експлодира, при чему гину 33 особе. | Неколико дана, непријатан мирис излази око продавнице обуће Умберто Видал у Сан Хуану. Мирис изазива цурење пропана из немапираног гасовода у закоченој улици близу продавнице. Гас није примећен због погрешних техника тражења гаса. Затим, клима уређај са лошом изолацијом се укључује, што изазива варнију која пали пропан и продавница експлодира, при чему гину 33 особе. | Неколико дана, непријатан мирис излази око продавнице обуће Умберто Видал у Сан Хуану. Мирис изазива цурење пропана из немапираног гасовода у закоченој улици близу продавнице. Гас није примећен због погрешних техника тражења гаса. Затим, клима уређај са лошом изолацијом се укључује, што изазива варнију која пали пропан и продавница експлодира, при чему гину 33 особе. |
| 14 | 10. јануар 2006. | "Skywalk Collapse" (Hotel Skywalk) | Рушење висеће стазе у хотелу Хајат риџенси | 17. јул 1981. | Грађевинска грешка | |
| 14 | Хотел после несреће | 1.500 особа се окупило за игранку у хотелу Хајат риџенси у Канзас Ситију. Висеће стазе на другом и четвртом спрату, обешене на челичне шипке, се обрушавају. У паду је погинуло 114 особа. Ово је најтежа несрећа услед грађевинске грешке у САД. | 1.500 особа се окупило за игранку у хотелу Хајат риџенси у Канзас Ситију. Висеће стазе на другом и четвртом спрату, обешене на челичне шипке, се обрушавају. У паду је погинуло 114 особа. Ово је најтежа несрећа услед грађевинске грешке у САД. | 1.500 особа се окупило за игранку у хотелу Хајат риџенси у Канзас Ситију. Висеће стазе на другом и четвртом спрату, обешене на челичне шипке, се обрушавају. У паду је погинуло 114 особа. Ово је најтежа несрећа услед грађевинске грешке у САД. | 1.500 особа се окупило за игранку у хотелу Хајат риџенси у Канзас Ситију. Висеће стазе на другом и четвртом спрату, обешене на челичне шипке, се обрушавају. У паду је погинуло 114 особа. Ово је најтежа несрећа услед грађевинске грешке у САД. | 1.500 особа се окупило за игранку у хотелу Хајат риџенси у Канзас Ситију. Висеће стазе на другом и четвртом спрату, обешене на челичне шипке, се обрушавају. У паду је погинуло 114 особа. Ово је најтежа несрећа услед грађевинске грешке у САД. |
| 15 | 28. март 2006. | "Amsterdam Air Crash" (Schiphol Plane Crash) (Plane Crash in the Suburbs) | Ел Ал лет 1862 | 4. октобар 1992. | Замор материјала код сигурносне игле, судар мотора | |
| 15 | Последице несреће | Ел Ал лет 1862, теретни авион Боинг 747-200F, полеће са аеродрома Схипхол код Амстердама. Замор материјала код сигурносне игле која држи унутрашњи мотор са десне стране се ломи и изазива отпадање мотора. Мотор при пуној брзини удара у спољашњи мотор и оштећује око 10 метара крила. Због тога узгон два крила није у равнотежи, али при тренутној брзини авион успева да остане у ваздуху у релативној равнотежи. Осам минута касније, када посада успорава авион због принудног слетања на Схиипхол, авион се нагло нагиње удесно и губи висину. Ван контроле авион удара у вишеспратницу и убија 43 особе. | Ел Ал лет 1862, теретни авион Боинг 747-200F, полеће са аеродрома Схипхол код Амстердама. Замор материјала код сигурносне игле која држи унутрашњи мотор са десне стране се ломи и изазива отпадање мотора. Мотор при пуној брзини удара у спољашњи мотор и оштећује око 10 метара крила. Због тога узгон два крила није у равнотежи, али при тренутној брзини авион успева да остане у ваздуху у релативној равнотежи. Осам минута касније, када посада успорава авион због принудног слетања на Схиипхол, авион се нагло нагиње удесно и губи висину. Ван контроле авион удара у вишеспратницу и убија 43 особе. | Ел Ал лет 1862, теретни авион Боинг 747-200F, полеће са аеродрома Схипхол код Амстердама. Замор материјала код сигурносне игле која држи унутрашњи мотор са десне стране се ломи и изазива отпадање мотора. Мотор при пуној брзини удара у спољашњи мотор и оштећује око 10 метара крила. Због тога узгон два крила није у равнотежи, али при тренутној брзини авион успева да остане у ваздуху у релативној равнотежи. Осам минута касније, када посада успорава авион због принудног слетања на Схиипхол, авион се нагло нагиње удесно и губи висину. Ван контроле авион удара у вишеспратницу и убија 43 особе. | Ел Ал лет 1862, теретни авион Боинг 747-200F, полеће са аеродрома Схипхол код Амстердама. Замор материјала код сигурносне игле која држи унутрашњи мотор са десне стране се ломи и изазива отпадање мотора. Мотор при пуној брзини удара у спољашњи мотор и оштећује око 10 метара крила. Због тога узгон два крила није у равнотежи, али при тренутној брзини авион успева да остане у ваздуху у релативној равнотежи. Осам минута касније, када посада успорава авион због принудног слетања на Схиипхол, авион се нагло нагиње удесно и губи висину. Ван контроле авион удара у вишеспратницу и убија 43 особе. | Ел Ал лет 1862, теретни авион Боинг 747-200F, полеће са аеродрома Схипхол код Амстердама. Замор материјала код сигурносне игле која држи унутрашњи мотор са десне стране се ломи и изазива отпадање мотора. Мотор при пуној брзини удара у спољашњи мотор и оштећује око 10 метара крила. Због тога узгон два крила није у равнотежи, али при тренутној брзини авион успева да остане у ваздуху у релативној равнотежи. Осам минута касније, када посада успорава авион због принудног слетања на Схиипхол, авион се нагло нагиње удесно и губи висину. Ван контроле авион удара у вишеспратницу и убија 43 особе. |
| 16 | 18. април 2006. | "Russia's Nuclear Sub Nightmare" (Sinking of the Kursk) (The Kursk) | Експлозија на подморници Курск | 12. август 2000. | цурење хидрогена, хемијска реакција, лоше одржавање | |
| 16 | Током вежње, из торпеда на Курску цури хидроген. Хидроген реагује са рђом у подморници и експлодира у предњем делу Курска. Иако је подморница опремљена зидовима који могу да издрже експлозије, експлозија се шири кроз вентилационе отворе. 125 секунди касније, још једна екплозија потреса подморницу. Подморница тоне и гине 95 морнара, док се 23 морнара повлачи у задњи део подморнице. Док чекају спасиоце, специјалне плоче које произоде кисеоник за дисање падају на науљен под, која изазива рекацију која убија преживеле морнаре. | | | | | |
| 17 | 19. May 2006. | "King's Cross Fire" (Kings Cross Fire) (London's Subway Inferno) | Пожар на станици Кигс крос | 18. новембар 1987. | Бачена шибица, тунелски ефекат | |
| 17 | Амбулатна и ватрогасна кола на станици Кингс крос | Непознати пушач баца упаљену шибицу кроз прорез између степеница дрвеног покретног степеништа у подземној станици Кинг крос, која пали масноће и наталожени отпад. Приметивши пожар, непозната особа притиска дугме за случај опасности да заустави степениште. Иако се већи део пламена није видео, цео простор испод степеништа ускоро захвата пожар. Како пожар расте, изазива загревање степеништа. Степениште се загрева толико да, захваљујући свом нагибу, се пали и избацује ватрени млаз из степеништа, при чему гине 31 особа на благајни 20 метара даље.                                                | Непознати пушач баца упаљену шибицу кроз прорез између степеница дрвеног покретног степеништа у подземној станици Кинг крос, која пали масноће и наталожени отпад. Приметивши пожар, непозната особа притиска дугме за случај опасности да заустави степениште. Иако се већи део пламена није видео, цео простор испод степеништа ускоро захвата пожар. Како пожар расте, изазива загревање степеништа. Степениште се загрева толико да, захваљујући свом нагибу, се пали и избацује ватрени млаз из степеништа, при чему гине 31 особа на благајни 20 метара даље.                                                | Непознати пушач баца упаљену шибицу кроз прорез између степеница дрвеног покретног степеништа у подземној станици Кинг крос, која пали масноће и наталожени отпад. Приметивши пожар, непозната особа притиска дугме за случај опасности да заустави степениште. Иако се већи део пламена није видео, цео простор испод степеништа ускоро захвата пожар. Како пожар расте, изазива загревање степеништа. Степениште се загрева толико да, захваљујући свом нагибу, се пали и избацује ватрени млаз из степеништа, при чему гине 31 особа на благајни 20 метара даље.                                                | Непознати пушач баца упаљену шибицу кроз прорез између степеница дрвеног покретног степеништа у подземној станици Кинг крос, која пали масноће и наталожени отпад. Приметивши пожар, непозната особа притиска дугме за случај опасности да заустави степениште. Иако се већи део пламена није видео, цео простор испод степеништа ускоро захвата пожар. Како пожар расте, изазива загревање степеништа. Степениште се загрева толико да, захваљујући свом нагибу, се пали и избацује ватрени млаз из степеништа, при чему гине 31 особа на благајни 20 метара даље.                                                | Непознати пушач баца упаљену шибицу кроз прорез између степеница дрвеног покретног степеништа у подземној станици Кинг крос, која пали масноће и наталожени отпад. Приметивши пожар, непозната особа притиска дугме за случај опасности да заустави степениште. Иако се већи део пламена није видео, цео простор испод степеништа ускоро захвата пожар. Како пожар расте, изазива загревање степеништа. Степениште се загрева толико да, захваљујући свом нагибу, се пали и избацује ватрени млаз из степеништа, при чему гине 31 особа на благајни 20 метара даље.                                                |
| 18 | 27. јун 2006. | "US Embassy Bombings" (American Embassy Bombing) (Nairobi Bombing) | Бомбашки напад на америчке амбасаде 1998. | 7. август 1998. | Камион-бомба | |
| 18 | Америчка амбасада у Најробију после напада | Камиони-бомбе уништавају америчке амбасаде у Дар ес Саламу и Најробију убивши 257 особа и ранивши више хиљада. Осама бин Ладен и Ал Каида су одговорни за нападе. | Камиони-бомбе уништавају америчке амбасаде у Дар ес Саламу и Најробију убивши 257 особа и ранивши више хиљада. Осама бин Ладен и Ал Каида су одговорни за нападе. | Камиони-бомбе уништавају америчке амбасаде у Дар ес Саламу и Најробију убивши 257 особа и ранивши више хиљада. Осама бин Ладен и Ал Каида су одговорни за нападе. | Камиони-бомбе уништавају америчке амбасаде у Дар ес Саламу и Најробију убивши 257 особа и ранивши више хиљада. Осама бин Ладен и Ал Каида су одговорни за нападе. | Камиони-бомбе уништавају америчке амбасаде у Дар ес Саламу и Најробију убивши 257 особа и ранивши више хиљада. Осама бин Ладен и Ал Каида су одговорни за нападе. |
| 19 | 11. јул 2006. | "Florida Swamp Air Crash" (Everglades Plane Crash) (Florida Air Crash) | Валуџет лет 592 | 11. May 1996. | Актвирање генератора кисеоника, пожар у лету | |
| 19 | Симулација пада авиона | Валуџет лет 592, Макдонел Даглас DC-9 са 110 особа у себу, лети за Атланту из Мајамија. Док авион рола за полетање, истрошени генератори кисеоника који се преносе у теретном одељку се сами активирају. Кисеоник се пали у прегрејаном држачу. Убрзо након полетања, пожар у теретном одељеку се толико проширио да је пилотска кабина изгорела у пожару. Авион губи контролу и пада у мочвару Еверглејдс. Нема преживелих, а олупину је прогутала мочвара. | Валуџет лет 592, Макдонел Даглас DC-9 са 110 особа у себу, лети за Атланту из Мајамија. Док авион рола за полетање, истрошени генератори кисеоника који се преносе у теретном одељку се сами активирају. Кисеоник се пали у прегрејаном држачу. Убрзо након полетања, пожар у теретном одељеку се толико проширио да је пилотска кабина изгорела у пожару. Авион губи контролу и пада у мочвару Еверглејдс. Нема преживелих, а олупину је прогутала мочвара. | Валуџет лет 592, Макдонел Даглас DC-9 са 110 особа у себу, лети за Атланту из Мајамија. Док авион рола за полетање, истрошени генератори кисеоника који се преносе у теретном одељку се сами активирају. Кисеоник се пали у прегрејаном држачу. Убрзо након полетања, пожар у теретном одељеку се толико проширио да је пилотска кабина изгорела у пожару. Авион губи контролу и пада у мочвару Еверглејдс. Нема преживелих, а олупину је прогутала мочвара. | Валуџет лет 592, Макдонел Даглас DC-9 са 110 особа у себу, лети за Атланту из Мајамија. Док авион рола за полетање, истрошени генератори кисеоника који се преносе у теретном одељку се сами активирају. Кисеоник се пали у прегрејаном држачу. Убрзо након полетања, пожар у теретном одељеку се толико проширио да је пилотска кабина изгорела у пожару. Авион губи контролу и пада у мочвару Еверглејдс. Нема преживелих, а олупину је прогутала мочвара. | Валуџет лет 592, Макдонел Даглас DC-9 са 110 особа у себу, лети за Атланту из Мајамија. Док авион рола за полетање, истрошени генератори кисеоника који се преносе у теретном одељку се сами активирају. Кисеоник се пали у прегрејаном држачу. Убрзо након полетања, пожар у теретном одељеку се толико проширио да је пилотска кабина изгорела у пожару. Авион губи контролу и пада у мочвару Еверглејдс. Нема преживелих, а олупину је прогутала мочвара. |

### 3. сезона (2006—2007)
| #  | Датум приказивања | Наслов | Катастрофа | Датум катастрофе | Природа катастрофе | |
| -- | --- | --- | --- | --- | --- | --- |
| 1  | 25. јул 2006. | "Titanic" (Sinking of the Titanic) | Титаник | 14–15. април 1912. | Судар са леденим брегом, неквалитни закивци | |
| 1  | Титаник 4 дана пре несреће | Титаник на свом првом путовању из Саутхемптона за Њујорк са 2000 особа на себи удара у ледени брег. Закивци који држе труп се кидају при удару, што омогућава води цури у првих пет комора, једну више него што брод може да издржи и да остане на површини. Испоставља се да брод није опремљен са довољним бројем чамаца за спасавање. У рокуод два сата, брод тоне, поневши у смрт 1517 особа. | Титаник на свом првом путовању из Саутхемптона за Њујорк са 2000 особа на себи удара у ледени брег. Закивци који држе труп се кидају при удару, што омогућава води цури у првих пет комора, једну више него што брод може да издржи и да остане на површини. Испоставља се да брод није опремљен са довољним бројем чамаца за спасавање. У рокуод два сата, брод тоне, поневши у смрт 1517 особа. | Титаник на свом првом путовању из Саутхемптона за Њујорк са 2000 особа на себи удара у ледени брег. Закивци који држе труп се кидају при удару, што омогућава води цури у првих пет комора, једну више него што брод може да издржи и да остане на површини. Испоставља се да брод није опремљен са довољним бројем чамаца за спасавање. У рокуод два сата, брод тоне, поневши у смрт 1517 особа. | Титаник на свом првом путовању из Саутхемптона за Њујорк са 2000 особа на себи удара у ледени брег. Закивци који држе труп се кидају при удару, што омогућава води цури у првих пет комора, једну више него што брод може да издржи и да остане на површини. Испоставља се да брод није опремљен са довољним бројем чамаца за спасавање. У рокуод два сата, брод тоне, поневши у смрт 1517 особа. | Титаник на свом првом путовању из Саутхемптона за Њујорк са 2000 особа на себи удара у ледени брег. Закивци који држе труп се кидају при удару, што омогућава води цури у првих пет комора, једну више него што брод може да издржи и да остане на површини. Испоставља се да брод није опремљен са довољним бројем чамаца за спасавање. У рокуод два сата, брод тоне, поневши у смрт 1517 особа. |
| 2  | 15. август 2006. | "Aircraft Carrier Explosion" | Пожар на УСС Форестал | 29. јул 1967. | Случајно испаљивање пројектила у наоружане авионе проузрокује експлозије муниције и горива | |
| 2  | Пожар на Форесталу | Авион-ловац на носачу авиона УСС Форестал се припрема за лет током Вијетнамског рата. Електрични талас у комбинацији са уклоњеним механизмима заштите и измењеним процедурама наоружавања авиона проузрокују случајно испаљивање ракете Зуни. Ракета погађа други напуњени и наоружани авион, што изазива пожар који детонира разне типове муниције. Пожар се шири испод палубе. У несрећи је погинуло 132 чланова посаде, 161 је рањен док је двоје нестало и сматрају се мртвим. | Авион-ловац на носачу авиона УСС Форестал се припрема за лет током Вијетнамског рата. Електрични талас у комбинацији са уклоњеним механизмима заштите и измењеним процедурама наоружавања авиона проузрокују случајно испаљивање ракете Зуни. Ракета погађа други напуњени и наоружани авион, што изазива пожар који детонира разне типове муниције. Пожар се шири испод палубе. У несрећи је погинуло 132 чланова посаде, 161 је рањен док је двоје нестало и сматрају се мртвим. | Авион-ловац на носачу авиона УСС Форестал се припрема за лет током Вијетнамског рата. Електрични талас у комбинацији са уклоњеним механизмима заштите и измењеним процедурама наоружавања авиона проузрокују случајно испаљивање ракете Зуни. Ракета погађа други напуњени и наоружани авион, што изазива пожар који детонира разне типове муниције. Пожар се шири испод палубе. У несрећи је погинуло 132 чланова посаде, 161 је рањен док је двоје нестало и сматрају се мртвим. | Авион-ловац на носачу авиона УСС Форестал се припрема за лет током Вијетнамског рата. Електрични талас у комбинацији са уклоњеним механизмима заштите и измењеним процедурама наоружавања авиона проузрокују случајно испаљивање ракете Зуни. Ракета погађа други напуњени и наоружани авион, што изазива пожар који детонира разне типове муниције. Пожар се шири испод палубе. У несрећи је погинуло 132 чланова посаде, 161 је рањен док је двоје нестало и сматрају се мртвим. | Авион-ловац на носачу авиона УСС Форестал се припрема за лет током Вијетнамског рата. Електрични талас у комбинацији са уклоњеним механизмима заштите и измењеним процедурама наоружавања авиона проузрокују случајно испаљивање ракете Зуни. Ракета погађа други напуњени и наоружани авион, што изазива пожар који детонира разне типове муниције. Пожар се шири испод палубе. У несрећи је погинуло 132 чланова посаде, 161 је рањен док је двоје нестало и сматрају се мртвим. |
| 3  | 6. септембар 2006. | "Plane Crash in Queens" (New York Air Crash) | Америкен ерлајнс лет 587 | 12. новембар 2001. | Грешка у пројектовању, пилотска грешка, непрописна употреба кормила | |
| 3  | Место удара | Америкен ерлајнс лет 587, Ербас A300-600R, полеће са аеродрома Џон Ф. Кенеди за Санто Доминго. Убрзо након полетања, A300 наилази на турбуленцију који је проузроковао Боинг 747 Џепен ерлајнса, због чега се авион нагло тресе. Пилот покушава да чврсто управља авионом, али су турбуленције толико екстремне да преоптерећују додатке између трупа и вертикалног стабилизатора, због чега отпадају. После тога отпада и вертикални стабилизатор. Без вертикланог стабилизатора да пружи стабилност, авион се отима контроли и пада на Рокавеј у Квинсу, при чему гине свих 260 особа у авиону и петоро на земљи. | Америкен ерлајнс лет 587, Ербас A300-600R, полеће са аеродрома Џон Ф. Кенеди за Санто Доминго. Убрзо након полетања, A300 наилази на турбуленцију који је проузроковао Боинг 747 Џепен ерлајнса, због чега се авион нагло тресе. Пилот покушава да чврсто управља авионом, али су турбуленције толико екстремне да преоптерећују додатке између трупа и вертикалног стабилизатора, због чега отпадају. После тога отпада и вертикални стабилизатор. Без вертикланог стабилизатора да пружи стабилност, авион се отима контроли и пада на Рокавеј у Квинсу, при чему гине свих 260 особа у авиону и петоро на земљи. | Америкен ерлајнс лет 587, Ербас A300-600R, полеће са аеродрома Џон Ф. Кенеди за Санто Доминго. Убрзо након полетања, A300 наилази на турбуленцију који је проузроковао Боинг 747 Џепен ерлајнса, због чега се авион нагло тресе. Пилот покушава да чврсто управља авионом, али су турбуленције толико екстремне да преоптерећују додатке између трупа и вертикалног стабилизатора, због чега отпадају. После тога отпада и вертикални стабилизатор. Без вертикланог стабилизатора да пружи стабилност, авион се отима контроли и пада на Рокавеј у Квинсу, при чему гине свих 260 особа у авиону и петоро на земљи. | Америкен ерлајнс лет 587, Ербас A300-600R, полеће са аеродрома Џон Ф. Кенеди за Санто Доминго. Убрзо након полетања, A300 наилази на турбуленцију који је проузроковао Боинг 747 Џепен ерлајнса, због чега се авион нагло тресе. Пилот покушава да чврсто управља авионом, али су турбуленције толико екстремне да преоптерећују додатке између трупа и вертикалног стабилизатора, због чега отпадају. После тога отпада и вертикални стабилизатор. Без вертикланог стабилизатора да пружи стабилност, авион се отима контроли и пада на Рокавеј у Квинсу, при чему гине свих 260 особа у авиону и петоро на земљи. | Америкен ерлајнс лет 587, Ербас A300-600R, полеће са аеродрома Џон Ф. Кенеди за Санто Доминго. Убрзо након полетања, A300 наилази на турбуленцију који је проузроковао Боинг 747 Џепен ерлајнса, због чега се авион нагло тресе. Пилот покушава да чврсто управља авионом, али су турбуленције толико екстремне да преоптерећују додатке између трупа и вертикалног стабилизатора, због чега отпадају. После тога отпада и вертикални стабилизатор. Без вертикланог стабилизатора да пружи стабилност, авион се отима контроли и пада на Рокавеј у Квинсу, при чему гине свих 260 особа у авиону и петоро на земљи. |
| 4  | 13. септембар 2006. | "Munich Olympic Massacre" (Munich Olympics Massacre) (Olympic Hostage Crisis) | Минхенски масакр | септембар 5–6, 1972. | Узимање талаца, експлозија хеликоптера због ручне гранате, несупешан покушај спасавања | |
| 4  | Апартмани изаелских спортиста | Током олимпијских игара у Минхену, 11 израелских спортиста су отели палестински терористи. Терористи траже од израелске владе да ослободи палестинске затовренике у својим затворима у замену за таоце. Покушај спасавања на војном аеродрому бази Фирстефелдбрук полази наопако и до 12 сати следећег дана, убијено је 17 особа. | Током олимпијских игара у Минхену, 11 израелских спортиста су отели палестински терористи. Терористи траже од израелске владе да ослободи палестинске затовренике у својим затворима у замену за таоце. Покушај спасавања на војном аеродрому бази Фирстефелдбрук полази наопако и до 12 сати следећег дана, убијено је 17 особа. | Током олимпијских игара у Минхену, 11 израелских спортиста су отели палестински терористи. Терористи траже од израелске владе да ослободи палестинске затовренике у својим затворима у замену за таоце. Покушај спасавања на војном аеродрому бази Фирстефелдбрук полази наопако и до 12 сати следећег дана, убијено је 17 особа. | Током олимпијских игара у Минхену, 11 израелских спортиста су отели палестински терористи. Терористи траже од израелске владе да ослободи палестинске затовренике у својим затворима у замену за таоце. Покушај спасавања на војном аеродрому бази Фирстефелдбрук полази наопако и до 12 сати следећег дана, убијено је 17 особа. | Током олимпијских игара у Минхену, 11 израелских спортиста су отели палестински терористи. Терористи траже од израелске владе да ослободи палестинске затовренике у својим затворима у замену за таоце. Покушај спасавања на војном аеродрому бази Фирстефелдбрук полази наопако и до 12 сати следећег дана, убијено је 17 особа. |
| 5  | 20. септембар 2006. | "Superstore Collapse" (Department Store Collapse) | Пад робне куће Сампунг | 29. јун 1995. | Грешка у пројектовању, померање клима-уређања, мито | |
| 5  | Три клима-уреађа на крову петоспратне робне куће Сампунг у Сеулу су премештни. Две године касније, стуб на петом спрату пуца услед вибрација клима уређаја, због чега се робна кућа руши. Робна кућа није била заторена упркос оценама о њеној небезбедности, због чега гине 501 особа. | | | | | |
| 6  | 27. септембар 2006. | "Plane Crash in the Potomac" (Washington Air Crash) (Potomac) | Ер Флорида лет 90 | 13. јануар 1982. | Ледени услови, пилотска грешка | |
| 6  | Вађење олупине из реке Потомак | Ер Флорида лет 90, Боинг 737-200, полеће са аеродрома у Вашингтону за Мајами, са 79 путника и чланова посаде. Полетање авиона је одлагано сатима због лоших временских услова, због чега се на авиону таложи лед, који ремети ток ваздуха изнад крила. Неколико секунди након полетања, авион пада и удара у Мост у 14. улици. Авион се одбија уназад и пада у залеђену реку Потомак. Пет особа је спашено, док је погинуло 78 особа, од чега четворо на мосту. | Ер Флорида лет 90, Боинг 737-200, полеће са аеродрома у Вашингтону за Мајами, са 79 путника и чланова посаде. Полетање авиона је одлагано сатима због лоших временских услова, због чега се на авиону таложи лед, који ремети ток ваздуха изнад крила. Неколико секунди након полетања, авион пада и удара у Мост у 14. улици. Авион се одбија уназад и пада у залеђену реку Потомак. Пет особа је спашено, док је погинуло 78 особа, од чега четворо на мосту. | Ер Флорида лет 90, Боинг 737-200, полеће са аеродрома у Вашингтону за Мајами, са 79 путника и чланова посаде. Полетање авиона је одлагано сатима због лоших временских услова, због чега се на авиону таложи лед, који ремети ток ваздуха изнад крила. Неколико секунди након полетања, авион пада и удара у Мост у 14. улици. Авион се одбија уназад и пада у залеђену реку Потомак. Пет особа је спашено, док је погинуло 78 особа, од чега четворо на мосту. | Ер Флорида лет 90, Боинг 737-200, полеће са аеродрома у Вашингтону за Мајами, са 79 путника и чланова посаде. Полетање авиона је одлагано сатима због лоших временских услова, због чега се на авиону таложи лед, који ремети ток ваздуха изнад крила. Неколико секунди након полетања, авион пада и удара у Мост у 14. улици. Авион се одбија уназад и пада у залеђену реку Потомак. Пет особа је спашено, док је погинуло 78 особа, од чега четворо на мосту. | Ер Флорида лет 90, Боинг 737-200, полеће са аеродрома у Вашингтону за Мајами, са 79 путника и чланова посаде. Полетање авиона је одлагано сатима због лоших временских услова, због чега се на авиону таложи лед, који ремети ток ваздуха изнад крила. Неколико секунди након полетања, авион пада и удара у Мост у 14. улици. Авион се одбија уназад и пада у залеђену реку Потомак. Пет особа је спашено, док је погинуло 78 особа, од чега четворо на мосту. |
| 7  | 25. октобар 2006. | "Asian Tsunami" | Цунами у Индијском океану 2004. | 26. децембар 2004. | земљотрес, цунами | |
| 7  | Банда Ацех после цунамија | Други највећи земљотрес у последњих 40 година, јачине 9,3, погађа град Банда Ацех у Индонезији. Земљотрес покреће цунами који односи животе око 230.000 особа на обалама целог Индијског океана. | Други највећи земљотрес у последњих 40 година, јачине 9,3, погађа град Банда Ацех у Индонезији. Земљотрес покреће цунами који односи животе око 230.000 особа на обалама целог Индијског океана. | Други највећи земљотрес у последњих 40 година, јачине 9,3, погађа град Банда Ацех у Индонезији. Земљотрес покреће цунами који односи животе око 230.000 особа на обалама целог Индијског океана. | Други највећи земљотрес у последњих 40 година, јачине 9,3, погађа град Банда Ацех у Индонезији. Земљотрес покреће цунами који односи животе око 230.000 особа на обалама целог Индијског океана. | Други највећи земљотрес у последњих 40 година, јачине 9,3, погађа град Банда Ацех у Индонезији. Земљотрес покреће цунами који односи животе око 230.000 особа на обалама целог Индијског океана. |
| 8  | 15. новембар 2006. | "Comet Air Crash" (Crash of the Comet) | BOAC Flight 781 South African Airways Flight 201 | 8. BOAC 781: 10. јануар 1954. SAA 201: април 1954. | Грешке у пројектовању, замор материјала | |
| 8  | Део спашене олупине | де Хевиланд Комета, први путнички млазни авион на свету, полеће из Рима, али се распада изнад Тиренског мора након 26 минута лета, при чему гине 35 особа. Три месеца касније, друга комета пада у море, на исти начин. Испотавља се да се у оба случаја алуминијумски труп распао. Открило се да је узрок замор материјала, коме су допринели фактори као што су повећавање притиска у кабини чешће и више него што је претходно уочено, угласти дизајн отвора на трупу као што су прозори и недовољно познавање понашање метала при условима лета на великим висинама. Истрага је довела до унапређења металуршког процеза израде авиона. | де Хевиланд Комета, први путнички млазни авион на свету, полеће из Рима, али се распада изнад Тиренског мора након 26 минута лета, при чему гине 35 особа. Три месеца касније, друга комета пада у море, на исти начин. Испотавља се да се у оба случаја алуминијумски труп распао. Открило се да је узрок замор материјала, коме су допринели фактори као што су повећавање притиска у кабини чешће и више него што је претходно уочено, угласти дизајн отвора на трупу као што су прозори и недовољно познавање понашање метала при условима лета на великим висинама. Истрага је довела до унапређења металуршког процеза израде авиона. | де Хевиланд Комета, први путнички млазни авион на свету, полеће из Рима, али се распада изнад Тиренског мора након 26 минута лета, при чему гине 35 особа. Три месеца касније, друга комета пада у море, на исти начин. Испотавља се да се у оба случаја алуминијумски труп распао. Открило се да је узрок замор материјала, коме су допринели фактори као што су повећавање притиска у кабини чешће и више него што је претходно уочено, угласти дизајн отвора на трупу као што су прозори и недовољно познавање понашање метала при условима лета на великим висинама. Истрага је довела до унапређења металуршког процеза израде авиона. | де Хевиланд Комета, први путнички млазни авион на свету, полеће из Рима, али се распада изнад Тиренског мора након 26 минута лета, при чему гине 35 особа. Три месеца касније, друга комета пада у море, на исти начин. Испотавља се да се у оба случаја алуминијумски труп распао. Открило се да је узрок замор материјала, коме су допринели фактори као што су повећавање притиска у кабини чешће и више него што је претходно уочено, угласти дизајн отвора на трупу као што су прозори и недовољно познавање понашање метала при условима лета на великим висинама. Истрага је довела до унапређења металуршког процеза израде авиона. | де Хевиланд Комета, први путнички млазни авион на свету, полеће из Рима, али се распада изнад Тиренског мора након 26 минута лета, при чему гине 35 особа. Три месеца касније, друга комета пада у море, на исти начин. Испотавља се да се у оба случаја алуминијумски труп распао. Открило се да је узрок замор материјала, коме су допринели фактори као што су повећавање притиска у кабини чешће и више него што је претходно уочено, угласти дизајн отвора на трупу као што су прозори и недовољно познавање понашање метала при условима лета на великим висинама. Истрага је довела до унапређења металуршког процеза израде авиона. |
| 9  | 29. новембар 2006. | "Chicago Air Crash" (Flight Engine Down) (Chicago Flight 191) | Американ ерлајнс лет 191 | 25. May 1979. | Лоше одржавање, замор материјала, губитак хидрауличне течности за прекрилца у левом крилу | |
| 9  | Место пада авиона | Американ ерлајнс лет 191, Макдонел Даглас DC-10, полеће са чикашког аеродома О’Хара. Док авион узлеће, мотор на левом крилу отпада и заноси се изнад крила, пада на писту и оставља рупу нападној ивици левог крила. Губитак хидрауличне течности из оштећеног крила доводи до смањења хидраучичног притиска, због чега се преткрилца на левом крилу увлаче и остављању лево крило без узгона. Због такве асиметричног стања крила DC-10 се нагло нагиње на леву страну, скоро се окренувши наопако. Авион удара у ауто-приколицу, при чему гину све особе у авиони и две особе на земљи. Октривено је да је узрок непридржавање прописа за одржавање авиона зарад уштеде у времену и новци коју је усвојио Америкен ерлајнс, док је дизајн авиона DC-10 који није укључивао резервне систем контроле оцењен као доприносећи фактор. | Американ ерлајнс лет 191, Макдонел Даглас DC-10, полеће са чикашког аеродома О’Хара. Док авион узлеће, мотор на левом крилу отпада и заноси се изнад крила, пада на писту и оставља рупу нападној ивици левог крила. Губитак хидрауличне течности из оштећеног крила доводи до смањења хидраучичног притиска, због чега се преткрилца на левом крилу увлаче и остављању лево крило без узгона. Због такве асиметричног стања крила DC-10 се нагло нагиње на леву страну, скоро се окренувши наопако. Авион удара у ауто-приколицу, при чему гину све особе у авиони и две особе на земљи. Октривено је да је узрок непридржавање прописа за одржавање авиона зарад уштеде у времену и новци коју је усвојио Америкен ерлајнс, док је дизајн авиона DC-10 који није укључивао резервне систем контроле оцењен као доприносећи фактор. | Американ ерлајнс лет 191, Макдонел Даглас DC-10, полеће са чикашког аеродома О’Хара. Док авион узлеће, мотор на левом крилу отпада и заноси се изнад крила, пада на писту и оставља рупу нападној ивици левог крила. Губитак хидрауличне течности из оштећеног крила доводи до смањења хидраучичног притиска, због чега се преткрилца на левом крилу увлаче и остављању лево крило без узгона. Због такве асиметричног стања крила DC-10 се нагло нагиње на леву страну, скоро се окренувши наопако. Авион удара у ауто-приколицу, при чему гину све особе у авиони и две особе на земљи. Октривено је да је узрок непридржавање прописа за одржавање авиона зарад уштеде у времену и новци коју је усвојио Америкен ерлајнс, док је дизајн авиона DC-10 који није укључивао резервне систем контроле оцењен као доприносећи фактор. | Американ ерлајнс лет 191, Макдонел Даглас DC-10, полеће са чикашког аеродома О’Хара. Док авион узлеће, мотор на левом крилу отпада и заноси се изнад крила, пада на писту и оставља рупу нападној ивици левог крила. Губитак хидрауличне течности из оштећеног крила доводи до смањења хидраучичног притиска, због чега се преткрилца на левом крилу увлаче и остављању лево крило без узгона. Због такве асиметричног стања крила DC-10 се нагло нагиње на леву страну, скоро се окренувши наопако. Авион удара у ауто-приколицу, при чему гину све особе у авиони и две особе на земљи. Октривено је да је узрок непридржавање прописа за одржавање авиона зарад уштеде у времену и новци коју је усвојио Америкен ерлајнс, док је дизајн авиона DC-10 који није укључивао резервне систем контроле оцењен као доприносећи фактор. | Американ ерлајнс лет 191, Макдонел Даглас DC-10, полеће са чикашког аеродома О’Хара. Док авион узлеће, мотор на левом крилу отпада и заноси се изнад крила, пада на писту и оставља рупу нападној ивици левог крила. Губитак хидрауличне течности из оштећеног крила доводи до смањења хидраучичног притиска, због чега се преткрилца на левом крилу увлаче и остављању лево крило без узгона. Због такве асиметричног стања крила DC-10 се нагло нагиње на леву страну, скоро се окренувши наопако. Авион удара у ауто-приколицу, при чему гину све особе у авиони и две особе на земљи. Октривено је да је узрок непридржавање прописа за одржавање авиона зарад уштеде у времену и новци коју је усвојио Америкен ерлајнс, док је дизајн авиона DC-10 који није укључивао резервне систем контроле оцењен као доприносећи фактор. |
| 10 | 6. децембар 2006. | "Texas Oil Explosion" (Texas Refinery Disaster) (Oil Fire in Texas) | Екплозија у рафинерији у Тексас Ситију | 23. март 2005. | Људска грешка | |
| 10 | Гашење пожара у рафинерији | У рафинерија Бритиш петролеума у Тексас Ситију, тестирање дестилационог торња полази наопако. Течни отпад се нагомилава и шикља из торња за издувавање. Отпадне паре за запљаујују и експлодирају и уништавају цистерну паркирану непрописно близу торњу за издувавање. Гине 15 радника. | У рафинерија Бритиш петролеума у Тексас Ситију, тестирање дестилационог торња полази наопако. Течни отпад се нагомилава и шикља из торња за издувавање. Отпадне паре за запљаујују и експлодирају и уништавају цистерну паркирану непрописно близу торњу за издувавање. Гине 15 радника. | У рафинерија Бритиш петролеума у Тексас Ситију, тестирање дестилационог торња полази наопако. Течни отпад се нагомилава и шикља из торња за издувавање. Отпадне паре за запљаујују и експлодирају и уништавају цистерну паркирану непрописно близу торњу за издувавање. Гине 15 радника. | У рафинерија Бритиш петролеума у Тексас Ситију, тестирање дестилационог торња полази наопако. Течни отпад се нагомилава и шикља из торња за издувавање. Отпадне паре за запљаујују и експлодирају и уништавају цистерну паркирану непрописно близу торњу за издувавање. Гине 15 радника. | У рафинерија Бритиш петролеума у Тексас Ситију, тестирање дестилационог торња полази наопако. Течни отпад се нагомилава и шикља из торња за издувавање. Отпадне паре за запљаујују и експлодирају и уништавају цистерну паркирану непрописно близу торњу за издувавање. Гине 15 радника. |
| 11 | 2. јануар 2007. | "Tornado Outbreak" | Супер избијање | април 3–4, 1974. | Настајање торнада из олујног облака | |
| 11 | Најјаче избијање торнада у историји ословађа 149 торнада у 13 америчких савезних држава и једну канадску покрајину. Уништено је на хиљаде домова и погинуло је преко 350 особа. 5000 особа је повређено и/или је остало без дома. Ова епизода је фокусирана на 149 торнада који су погодили САД.                                                                                                  | | | | | |
| 12 | 31. јануар 2007. | "Space Shuttle Explosion" (Space Shuttle Challenger) | Катастрофа спејс-шатла Чаленџер | 28. јануар 1986. | Неуспех О-прстена да се затворе због ледених услова, јака ваздушна струја | |
| 12 | Чаленџер након експлозије | Спејс шатл Чаленџер узлеће из Свемирског центра Кенеди на мисију STS-51-L. Ледено време проузрокује да се О-прстен на једном од спојева не рашири довољно због чега из ракете-носача цури врели гас који оштећује дно спољашњег резервоара. Међутим, алуминијумска шљака које настаје од чврстог ракетног горива се нагомилава и запушава спој. 58 секунди касније јака ваздушна струја одбацује алуминијумску шљаку са споја, због чега ракетно гориво може поново да цури. 15 секунди касније, спољашњи резервоар се распада, ракета-носач се одваја, а аеродинамичке силе растурају Чаленџер у делиће који падају у Атлантски океан. Погинуло је свих седам астронаута. | Спејс шатл Чаленџер узлеће из Свемирског центра Кенеди на мисију STS-51-L. Ледено време проузрокује да се О-прстен на једном од спојева не рашири довољно због чега из ракете-носача цури врели гас који оштећује дно спољашњег резервоара. Међутим, алуминијумска шљака које настаје од чврстог ракетног горива се нагомилава и запушава спој. 58 секунди касније јака ваздушна струја одбацује алуминијумску шљаку са споја, због чега ракетно гориво може поново да цури. 15 секунди касније, спољашњи резервоар се распада, ракета-носач се одваја, а аеродинамичке силе растурају Чаленџер у делиће који падају у Атлантски океан. Погинуло је свих седам астронаута. | Спејс шатл Чаленџер узлеће из Свемирског центра Кенеди на мисију STS-51-L. Ледено време проузрокује да се О-прстен на једном од спојева не рашири довољно због чега из ракете-носача цури врели гас који оштећује дно спољашњег резервоара. Међутим, алуминијумска шљака које настаје од чврстог ракетног горива се нагомилава и запушава спој. 58 секунди касније јака ваздушна струја одбацује алуминијумску шљаку са споја, због чега ракетно гориво може поново да цури. 15 секунди касније, спољашњи резервоар се распада, ракета-носач се одваја, а аеродинамичке силе растурају Чаленџер у делиће који падају у Атлантски океан. Погинуло је свих седам астронаута. | Спејс шатл Чаленџер узлеће из Свемирског центра Кенеди на мисију STS-51-L. Ледено време проузрокује да се О-прстен на једном од спојева не рашири довољно због чега из ракете-носача цури врели гас који оштећује дно спољашњег резервоара. Међутим, алуминијумска шљака које настаје од чврстог ракетног горива се нагомилава и запушава спој. 58 секунди касније јака ваздушна струја одбацује алуминијумску шљаку са споја, због чега ракетно гориво може поново да цури. 15 секунди касније, спољашњи резервоар се распада, ракета-носач се одваја, а аеродинамичке силе растурају Чаленџер у делиће који падају у Атлантски океан. Погинуло је свих седам астронаута. | Спејс шатл Чаленџер узлеће из Свемирског центра Кенеди на мисију STS-51-L. Ледено време проузрокује да се О-прстен на једном од спојева не рашири довољно због чега из ракете-носача цури врели гас који оштећује дно спољашњег резервоара. Међутим, алуминијумска шљака које настаје од чврстог ракетног горива се нагомилава и запушава спој. 58 секунди касније јака ваздушна струја одбацује алуминијумску шљаку са споја, због чега ракетно гориво може поново да цури. 15 секунди касније, спољашњи резервоар се распада, ракета-носач се одваја, а аеродинамичке силе растурају Чаленџер у делиће који падају у Атлантски океан. Погинуло је свих седам астронаута. |
| 13 | 7. март 2007. | "Ерупција Монтсерата" (Montserrat) (When the Volcano Blew) | Ерупција Суфријер Хилса 1995-1997. | 18. јул 1995 – 26. децембар 1997. | вулканска ерупција, одрон врха вулкана, пирокластични ток | |
| 13 | У јулу 1995. вулкан Суфријер Хилс на карипском острву Монтсерат почиње да избацује пепео над острву. Главни град на острву Плимут је евакуисан. Две године касније, Суфријер Хилс еруптира нагло. Пирокластични токови се спуштају низ планину и уништавају Плимут и аеродром Брамбл, при чему гине 19 особа. Ерупција изазива мањи цунами. Ова епизода се фокусира на догађаје од 25. јула 1997. | | | | | |

### 4. сезона (2011)
| # | Датум приказивања | Наслов | Катастрофа | Датум катастрофе | Природа катастрофе | |
| - | --- | --- | --- | --- | --- | --- |
| 1 | 5. септембар 2011. | "9/11" | Напади 11. септембра | 11. септембар 2001. | терористички напад | |
| 1 | Америкен ерлајнс удара у кулу СТЦ | Два авиона су намерно усмерена у две куле Светског трговинског центра, а један на Пентагон. Четврти авион је пао у рурални део Пенсилваније. | Два авиона су намерно усмерена у две куле Светског трговинског центра, а један на Пентагон. Четврти авион је пао у рурални део Пенсилваније. | Два авиона су намерно усмерена у две куле Светског трговинског центра, а један на Пентагон. Четврти авион је пао у рурални део Пенсилваније. | Два авиона су намерно усмерена у две куле Светског трговинског центра, а један на Пентагон. Четврти авион је пао у рурални део Пенсилваније. | Два авиона су намерно усмерена у две куле Светског трговинског центра, а један на Пентагон. Четврти авион је пао у рурални део Пенсилваније. |
| 2 | 12. септембар 2011. | "Pearl Harbor" | Напад на Перл Харбор | 7. децембар 1941. | ратна акција | |
| 2 | Напад на Перл Харбор виђен из јапанског авиона | Јапанске снаге нападају америчка војна постројења у и око Перл Харбора и увлаче САД у Други светски рат. | Јапанске снаге нападају америчка војна постројења у и око Перл Харбора и увлаче САД у Други светски рат. | Јапанске снаге нападају америчка војна постројења у и око Перл Харбора и увлаче САД у Други светски рат. | Јапанске снаге нападају америчка војна постројења у и око Перл Харбора и увлаче САД у Други светски рат. | Јапанске снаге нападају америчка војна постројења у и око Перл Харбора и увлаче САД у Други светски рат. |
| 3 | 19. септембар 2011. | "Paddington Train Collision" / "Paddington Rail Disaster" | Железничка несрећа код Ледброук Гроува | 5. октобар 1999. | пролазак кроз црвено светло | |
| 3 | Два воза су се сударила код железничког чвора Ледброук Гроув код железничке станице Падингтон пошто машиновођа једног воза није зауставио свој воз на црвено светло.                                                                                | | | | | |
| 4 | 26. септембар 2011. | "Collision at 35,000 Feet"/ "Death in Mid-Air" | Судар авиона изнад Иберлингена | 1. јул 2002. | Судар авиона у лету као последица неадекватне обуке особља за контролу лета | |
| 4 | Рачунарска симулација судара | Авиони Башкиријан ерлајнса и DHL експреса су се сударили изнад Иберлингена. У паду оба абиона, погинула је 71 особа. Ваздухопловног контролора који је радио за време несреће је касније убио архитекта који је у несрећи изгубио супругу и двоје деце. | Авиони Башкиријан ерлајнса и DHL експреса су се сударили изнад Иберлингена. У паду оба абиона, погинула је 71 особа. Ваздухопловног контролора који је радио за време несреће је касније убио архитекта који је у несрећи изгубио супругу и двоје деце. | Авиони Башкиријан ерлајнса и DHL експреса су се сударили изнад Иберлингена. У паду оба абиона, погинула је 71 особа. Ваздухопловног контролора који је радио за време несреће је касније убио архитекта који је у несрећи изгубио супругу и двоје деце. | Авиони Башкиријан ерлајнса и DHL експреса су се сударили изнад Иберлингена. У паду оба абиона, погинула је 71 особа. Ваздухопловног контролора који је радио за време несреће је касније убио архитекта који је у несрећи изгубио супругу и двоје деце. | Авиони Башкиријан ерлајнса и DHL експреса су се сударили изнад Иберлингена. У паду оба абиона, погинула је 71 особа. Ваздухопловног контролора који је радио за време несреће је касније убио архитекта који је у несрећи изгубио супругу и двоје деце. |
| 5 | 3. октобар 2011. | "Cable Car Collision" | Несрећа у Кавалезеу | 3. фебруар 1998. | Контролисани лет у терен | |
| 5 | Нисколетећи Нотроп Граман EA-6B Праулер америчког Маринског корпуса је ударио у носећи кабл висеће успињаче код италијанског летовалишта Кавалезе и покидао га. Кабина успињаче пада на земљу и убија све путнике у себи. Авион је безбедно слетео. | | | | | |
| 6 | 10. октобар 2011. | "Bhopal Nightmare" | Бопалска катастрофа | децембар 2–3, 1984. | Индустријска катастрофа, лоше управљање, покварена опрема, тровање гасом | |
| 6 | Фабрика Јунион карбајд 2008. године | У граду Бопал отровни гас је исцурео из хемијске фабрике Јунион карбајд, што је проузроковало смрт око 3.000 особа. | У граду Бопал отровни гас је исцурео из хемијске фабрике Јунион карбајд, што је проузроковало смрт око 3.000 особа. | У граду Бопал отровни гас је исцурео из хемијске фабрике Јунион карбајд, што је проузроковало смрт око 3.000 особа. | У граду Бопал отровни гас је исцурео из хемијске фабрике Јунион карбајд, што је проузроковало смрт око 3.000 особа. | У граду Бопал отровни гас је исцурео из хемијске фабрике Јунион карбајд, што је проузроковало смрт око 3.000 особа. |

### 5. сезона (2012)
| # | Датум приказивања                                           | Наслов | Катастрофа | Датум катастрофе | Природа катастрофе | |
| - | ----------------------------------------------------------- | --- | --- | --- | --- | --- |
| 1 | 11. март 2012.                                              | "Japan's Nuclear Nightmare" / "Fukushima" | Фукушимска катастрофа | 11. март 2011. | Нуклеарна катастрофа којој је допринео земљотрес и цунами | |
| 1 | Фукушима 1 током хаварије                                   | Велики земљотрес и цунами близу обале Јапана изазивају топљење језгра у нуклеарној електрани Фукушима 1.                                                                   | Велики земљотрес и цунами близу обале Јапана изазивају топљење језгра у нуклеарној електрани Фукушима 1.                                                                   | Велики земљотрес и цунами близу обале Јапана изазивају топљење језгра у нуклеарној електрани Фукушима 1.                                                                   | Велики земљотрес и цунами близу обале Јапана изазивају топљење језгра у нуклеарној електрани Фукушима 1.                                                                   | Велики земљотрес и цунами близу обале Јапана изазивају топљење језгра у нуклеарној електрани Фукушима 1.                                                                   |
| 2 | 18. март 2012.                                              | "The Bismarck" | Немачки бојни брод Бизмарк | 27. May 1941. | ратна акција | |
| 2 | Бизмарк на почетку операције Вежба Рајна                    | Лоше спроведена акција и окршај са британским ратним бродовима и авионима.                                                                                                 | Лоше спроведена акција и окршај са британским ратним бродовима и авионима.                                                                                                 | Лоше спроведена акција и окршај са британским ратним бродовима и авионима.                                                                                                 | Лоше спроведена акција и окршај са британским ратним бродовима и авионима.                                                                                                 | Лоше спроведена акција и окршај са британским ратним бродовима и авионима.                                                                                                 |
| 3 | 25. март 2012.                                              | "Mountain Tsunami" | Несрећа на брани Вајонт | 9. октобар 1963. | Плавни талас који је изазвао одрон у вештачко језеро | |
| 3 | Село Лонгароне после несреће                                | Одрон са планине Ток у вештачко језеро бране Вајонт је изазвао џиновски плавни талас који је уништео село Лонгароне и друга села, одневши животе преко 2000 особа.         | Одрон са планине Ток у вештачко језеро бране Вајонт је изазвао џиновски плавни талас који је уништео село Лонгароне и друга села, одневши животе преко 2000 особа.         | Одрон са планине Ток у вештачко језеро бране Вајонт је изазвао џиновски плавни талас који је уништео село Лонгароне и друга села, одневши животе преко 2000 особа.         | Одрон са планине Ток у вештачко језеро бране Вајонт је изазвао џиновски плавни талас који је уништео село Лонгароне и друга села, одневши животе преко 2000 особа.         | Одрон са планине Ток у вештачко језеро бране Вајонт је изазвао џиновски плавни талас који је уништео село Лонгароне и друга села, одневши животе преко 2000 особа.         |
| 4 | 1. април 2012.                                              | "Waco Cult" | Опсада Маунт Кармела | 19. фебруар 28-април 1993. | полицијска рација, пуцњава, пожар | |
| 4 | Маунт Кармел гори за време акције                           | Након 51-дневне опсаде ранча наоружане верске секте, Федерални истражни биро покушава да оконча окршај употребом сузавца, али избија пожар који односи живот око 80 особа. | Након 51-дневне опсаде ранча наоружане верске секте, Федерални истражни биро покушава да оконча окршај употребом сузавца, али избија пожар који односи живот око 80 особа. | Након 51-дневне опсаде ранча наоружане верске секте, Федерални истражни биро покушава да оконча окршај употребом сузавца, али избија пожар који односи живот око 80 особа. | Након 51-дневне опсаде ранча наоружане верске секте, Федерални истражни биро покушава да оконча окршај употребом сузавца, али избија пожар који односи живот око 80 особа. | Након 51-дневне опсаде ранча наоружане верске секте, Федерални истражни биро покушава да оконча окршај употребом сузавца, али избија пожар који односи живот око 80 особа. |
| 5 | 15. април 2012.                                             | "Deepwater Horizon" | Експлозија Дипвотер хорајзона | 20. април 2010. | цурење нафте и пожар | |
| 5 | Пожар на Дипвотер хорајзону                                 | Низ одлука и грешака доводи до највећег цурења нафте у историји и смрти 11 радника на платформи.                                                                           | Низ одлука и грешака доводи до највећег цурења нафте у историји и смрти 11 радника на платформи.                                                                           | Низ одлука и грешака доводи до највећег цурења нафте у историји и смрти 11 радника на платформи.                                                                           | Низ одлука и грешака доводи до највећег цурења нафте у историји и смрти 11 радника на платформи.                                                                           | Низ одлука и грешака доводи до највећег цурења нафте у историји и смрти 11 радника на платформи.                                                                           |
| 6 | 22. април 2012.                                             | "Massacre in Mumbai" | Напади у Мумбају 26. новембра 2008. | 26. новембар 2008. | терористички напади | |
| 6 | Индијска полиција претражује улице мумбајског кварта Колаба | Терористи нападају два луксузна хотела, јеврејски образовни центар, кафић и железничку станицу у Мумбају и убијају 166 особа.                                              | Терористи нападају два луксузна хотела, јеврејски образовни центар, кафић и железничку станицу у Мумбају и убијају 166 особа.                                              | Терористи нападају два луксузна хотела, јеврејски образовни центар, кафић и железничку станицу у Мумбају и убијају 166 особа.                                              | Терористи нападају два луксузна хотела, јеврејски образовни центар, кафић и железничку станицу у Мумбају и убијају 166 особа.                                              | Терористи нападају два луксузна хотела, јеврејски образовни центар, кафић и железничку станицу у Мумбају и убијају 166 особа.                                              |

### 6. сезона (2012—2013)
| #  | Датум приказивања | Наслов | Катастрофа | Датум катастрофе | Природа катастрофе | |
| -- | --- | --- | --- | --- | --- | --- |
| 1  | 22. јул 2012. | "Norway Massacre: I Was There" | Напади у Норвешкој 22. јула 2011. | 22. јул 2011. | терористички напад | |
| 1  | Центар Осла 15 минута након напада | Андерс Беринг Брејвик поставља бомбу у Ослу недалеко од седишта норвешке владе, а касније напада омладински камп Радничке партије на острву Утоја и убија десетине особа, углавном младих људи. Фактор који су омогућили Брејвику да изврши нападе су неприпремљеност норвешке владе на терористичке нападе. | Андерс Беринг Брејвик поставља бомбу у Ослу недалеко од седишта норвешке владе, а касније напада омладински камп Радничке партије на острву Утоја и убија десетине особа, углавном младих људи. Фактор који су омогућили Брејвику да изврши нападе су неприпремљеност норвешке владе на терористичке нападе. | Андерс Беринг Брејвик поставља бомбу у Ослу недалеко од седишта норвешке владе, а касније напада омладински камп Радничке партије на острву Утоја и убија десетине особа, углавном младих људи. Фактор који су омогућили Брејвику да изврши нападе су неприпремљеност норвешке владе на терористичке нападе. | Андерс Беринг Брејвик поставља бомбу у Ослу недалеко од седишта норвешке владе, а касније напада омладински камп Радничке партије на острву Утоја и убија десетине особа, углавном младих људи. Фактор који су омогућили Брејвику да изврши нападе су неприпремљеност норвешке владе на терористичке нападе. | Андерс Беринг Брејвик поставља бомбу у Ослу недалеко од седишта норвешке владе, а касније напада омладински камп Радничке партије на острву Утоја и убија десетине особа, углавном младих људи. Фактор који су омогућили Брејвику да изврши нападе су неприпремљеност норвешке владе на терористичке нападе. |
| 2  | 5. новембар 2012. | "Jonestown Cult Suicide" | Убиства/самоубиства у Џоунстауну | 18. новембар 1978. | самоубиство чланова секте | |
| 2  | Вођа секте Храм народа Џим Џоунс подстиче највеће масовно убиство/самоубиство у америчкој историји са 909 мртвих чланова секте, као и напад на мисију коју је предводио амерички конгресмен Лео Рајан.                                                                          | | | | | |
| 3  | 12. новембар 2012. | "Fire in the Cockpit" | Свисер лет 111 | 2. септембар 1998. | Пожар у лету доводи до квара на електричним инсталацијама | |
| 3  | Олупина авиона | Пожар избија на Свисер лету 111, који оштећује виталне системе и изазива пад авиона у Атлантски океан код обале Нове Шкотске при чему гину све особе у авиону. Пожар је изазвала лоша изолација у систему за забаву у одељку за прву класу.                                                                  | Пожар избија на Свисер лету 111, који оштећује виталне системе и изазива пад авиона у Атлантски океан код обале Нове Шкотске при чему гину све особе у авиону. Пожар је изазвала лоша изолација у систему за забаву у одељку за прву класу.                                                                  | Пожар избија на Свисер лету 111, који оштећује виталне системе и изазива пад авиона у Атлантски океан код обале Нове Шкотске при чему гину све особе у авиону. Пожар је изазвала лоша изолација у систему за забаву у одељку за прву класу.                                                                  | Пожар избија на Свисер лету 111, који оштећује виталне системе и изазива пад авиона у Атлантски океан код обале Нове Шкотске при чему гину све особе у авиону. Пожар је изазвала лоша изолација у систему за забаву у одељку за прву класу.                                                                  | Пожар избија на Свисер лету 111, који оштећује виталне системе и изазива пад авиона у Атлантски океан код обале Нове Шкотске при чему гину све особе у авиону. Пожар је изазвала лоша изолација у систему за забаву у одељку за прву класу.                                                                  |
| 4  | 19. новембар 2012. | "Black Hawk Down" | Битка у Могадишу | октобар 3–4, 1993. | ратна акција | |
| 4  | Амерички војници током акције | План хапшења Мохамеда Фарах Аидида који је осмислила америчка војска у Сомалији се претворила у градску битку када Сомалијци обарају два хеликоптера црни јастреб. У бици је погинуло 18 америчких ренџера и око 1000 Сомалијаца.                                                                            | План хапшења Мохамеда Фарах Аидида који је осмислила америчка војска у Сомалији се претворила у градску битку када Сомалијци обарају два хеликоптера црни јастреб. У бици је погинуло 18 америчких ренџера и око 1000 Сомалијаца.                                                                            | План хапшења Мохамеда Фарах Аидида који је осмислила америчка војска у Сомалији се претворила у градску битку када Сомалијци обарају два хеликоптера црни јастреб. У бици је погинуло 18 америчких ренџера и око 1000 Сомалијаца.                                                                            | План хапшења Мохамеда Фарах Аидида који је осмислила америчка војска у Сомалији се претворила у градску битку када Сомалијци обарају два хеликоптера црни јастреб. У бици је погинуло 18 америчких ренџера и око 1000 Сомалијаца.                                                                            | План хапшења Мохамеда Фарах Аидида који је осмислила америчка војска у Сомалији се претворила у градску битку када Сомалијци обарају два хеликоптера црни јастреб. У бици је погинуло 18 америчких ренџера и око 1000 Сомалијаца.                                                                            |
| 5  | 26. новембар 2012. | "Into The Death Zone" | Несрећа на Маунт евересту 1996. | 10–11 May 1996. | лоше време | |
| 5  | Девет алпиниста је изгубило живот због смрзавања. | | | | | |
| 6  | 3. децембар 2012. | "Terrified Over Tokyo" | Џепен ерлајнс лет 123 | 12. август 1985. | отпадање делова са авиона у лету | |
| 6  | Херметичка преграда на авиону пуца, уништава вертикални стабилизатор и прекида сва четири витална хидраулична система авиона. Посада је успела да одржи авион у ваздуху 32 минута све док није ударила у планину Осутака. Од 524 путника и чланова посаде преживеле су 4 особе. | | | | | |
| 7  | 10. децембар 2012. | "Runaway Train" | Железничка несрећа код Амагасакија | 25. април 2005. | искакање из шина | |
| 7  | Приградски воз са седам вагона искаче из шина пред станицом Амагасаки, при чему је 107 особа погинуло, а 562 рањено. | | | | | |
| 8  | 17. децембар 2012. | "Nagasaki - The Forgotten Bomb" | Атомско бомбардовање Нагасакија | 9. август 1945. | ратна акција | |
| 8  | Експлозија бомбе над Нагасакијем | Током последњих дана Другог светског рата, Америчко ратно ваздухопловство бомбардује градове Хирошиму и Нагасаки и убија хиљаде особа. | Током последњих дана Другог светског рата, Америчко ратно ваздухопловство бомбардује градове Хирошиму и Нагасаки и убија хиљаде особа. | Током последњих дана Другог светског рата, Америчко ратно ваздухопловство бомбардује градове Хирошиму и Нагасаки и убија хиљаде особа. | Током последњих дана Другог светског рата, Америчко ратно ваздухопловство бомбардује градове Хирошиму и Нагасаки и убија хиљаде особа. | Током последњих дана Другог светског рата, Америчко ратно ваздухопловство бомбардује градове Хирошиму и Нагасаки и убија хиљаде особа. |
| 9  | 27. децембар 2012. | "Sinking The Coventry" | Потапање ХМС Ковентри | 25. мај 1982. | ратна акција | |
| 9  | Током Фокландског рата нисколетећи аргентски авиони A-4 Скајкок погађају и у року од 20 минута потапају ХМС Ковентри. | | | | | |
| 10 | 7. јануар 2013. | "Chinook Helicopter Crash" | Пад чинука 1994. | 2. јун 1994. | Контролисани лет у терен | |
| 10 | Хеликоптер чинук Краљевског ратног ваздухопловства пада у Северној Ирској. | | | | | |